# Prova ontológica
Prova Ontológica ou Prova apriori é a consideração da ideia de ser perfeito. A prova é magistralmente simples, porém falaciosa.
O termo kantiano "a priori" significa a aquisição de todo tipo de conhecimento, sem passar pela via da experiência. Ex: três mais três é igual a seis. É um exemplo de um conhecimento a priori.
Assim, ela consiste em tentar mostrar que, porque existe em nós a simples ideia de um ser perfeito e infinito, dai resulta que esse ser necessariamente tem que existir, porque a existência é uma qualidade básica e fundamento de todas as outras qualidades.
Para alguns autores, a prova ontológica é falaciosa pois trata-se de petição de princípio, ao pressupor que "existência" é uma qualidade necessária a QUALQUER ser. Uma maneira fácil de demonstrar a falácia é verificar o absurdo de se pensar que, porque a ideia do ser "minotauro" (ou qualquer outro ser mitológico) existe em nossas mentes, os minotauros são necessariamente seres reais.